# Cantó de Sainte-Hermine
El cantó de Sainte-Hermine és un cantó francès del departament de la Vendée, situat al districte de Fontenay-le-Comte. Té 11 municipis i el cap es Sainte-Hermine.

## Municipis
- La Caillère-Saint-Hilaire
- La Chapelle-Thémer
- La Jaudonnière
- La Réorthe
- Saint-Aubin-la-Plaine
- Sainte-Hermine
- Saint-Étienne-de-Brillouet
- Saint-Jean-de-Beugné
- Saint-Juire-Champgillon
- Saint-Martin-Lars-en-Sainte-Hermine
- Thiré

## Història
| Data d'elecció                           | Identitat               | Partit                         | Qualitat |
| ---------------------------------------- | ----------------------- | ------------------------------ | -------- |
| 1945-1949                                | M. David                | PRL                            |          |
| 1949-1979                                | Gérard Jamin            | radical, després Divers droite |          |
| 1979-2001                                | Jean-Pierre de Lambilly | UDF-PR, després MPF            |          |
| 2001-                                    | Norbert Barbarit        | Divers droite                  |          |
| les dades anteriors no són pas conegudes |                         |                                |          |
|                                          |                         |                                |          |

| A partir de 1990: Població sense dobles comptes |